# Кубинская квакша
Куби́нская ква́кша (лат. Osteopilus septentrionalis) — вид бесхвостых земноводных из семейства квакш. 
Второй по величине представитель рода. Наблюдается половой диморфизм — самки крупнее самцов. Самки могут вырастать до 14 см длиной, хотя обычно их длина составляет около 12,5 см, самцы в среднем достигают 9 см. Достаточно изящная квакша с длинными тонкими пальцами, расширенными на концах в округлые присоски. Кожа покрыта слоем бугорков, окрашенных обычно немного темнее общего фона. Окраска самцов бурого или бежевого цвета, самок — бежевого или зелёного цвета. На спинной стороне лап часто выражены светлые и тёмные поперечные полосы. Брюхо светлой окраски.
Любит заросли растений вблизи водоёмов. Засушливый зимний период проводит в спячке. Активна в ночное время, день проводит в различных укрытиях, прячась под корой, кустиками бромелий, в дуплах или в водоёмах. Питается различными насекомыми, которых подстерегает сидя в засаде на окружающих водоёмы растениях. Может также поедать пауков и даже мелких лягушек.
Размножение тесно связано с водоёмами. Размножение происходит круглый год, но чаще всего в сезон дождей — с мая по октябрь. Самка откладывает от 100 до 1000 яиц. Личинки появляются через пару часов. Их развитие продолжается до 1 месяца.
Вид распространён на Кубе, Багамских и Каймановых островах, был завезён в южные штаты США, Пуэрто-Рико, острова Антигуа, Ангилья, Сен-Мартен и Саба.